# Cotaena mediana
Cotaena mediana är en fjärilsart som beskrevs av Walker 1864. Cotaena mediana ingår i släktet Cotaena och familjen gnuggmalar. Inga underarter finns listade i Catalogue of Life.